# 刺萼假糙苏
刺萼假糙苏（学名：Paraphlomis seticalyx）为唇形科假糙苏属下的一个种。

## 扩展阅读
- 維基物種上的相關：刺萼假糙苏